# Omnis comparatio claudicat
Omnis comparatio claudicat è un motto latino dal significato letterale di: «Tutti gli esempi zoppicano».
Spesso usato da avvocati o giuristi in forma di brocardo, sottolinea come l'illustrazione di un ragionamento tramite un esempio non risulta essere abbastanza convincente e completa.